# Надаштија де Сус (Хунедоара)
Надаштија де Сус (рум. Nădăștia de Sus) насеље је у Румунији у округу Хунедоара у општини Калан. Oпштина се налази на надморској висини од 287 m.

## Становништво
Према подацима из 2002. године у насељу је живело 339 становника.

### Попис2002.
| Расподела становништва по националности 2002.‍ | Расподела становништва по националности 2002.‍ | Расподела становништва по националности 2002.‍ | Расподела становништва по националности 2002.‍ | Расподела становништва по националности 2002.‍ |
| --------------------------------------------- | --------------------------------------------- | --------------------------------------------- | --------------------------------------------- | --------------------------------------------- |
|                                               |                                               |                                               |                                               |                                               |
| Румуни                                        | Румуни                                        |                                               | 326                                           | 96,7%                                         |
| Роми                                          | Роми                                          |                                               | 11                                            | 3,3%                                          |